# Парагвај на Светском првенству у атлетици на отвореном 2023.
Парагвај је учествовао на 19. Светском првенству у атлетици на отвореном 2023. одржаном у Будимпешти од 19. до 27. августа деветнаести пут, односно, учествовао је на свим првенствима до данас. Репрезентацију Парагваја представљао је 1 атлетичар који се такмичио у маратону.,
На овом првенству такмичар Парагваја није освојиои ниједну медаљу нити је остварио неки резултат.

## Учесници
Мушкарци: 
- Дерлис Ајала — Маратон

## Резултати

### Мушкарци
| Атлетичар    | Дисциплина | Лични рекорд | Квалификације | Квалификације | Полуфинале | Полуфинале | Финале            | Финале            | Детаљи |
| Атлетичар    | Дисциплина | Лични рекорд | Резултат      | Место         | Резултат   | Место      | Резултат          | Место             | Детаљи |
| ------------ | ---------- | ------------ | ------------- | ------------- | ---------- | ---------- | ----------------- | ----------------- | ------ |
| Дерлис Ајала | Маратон    | 2:10:11 НР   |               |               |            |            | Није завршио трку | Није завршио трку |        |